# Boarmia kidsicola
Boarmia kidsicola är en fjärilsart som beskrevs av Carl Freiherr von Gumppenberg 1892. Boarmia kidsicola ingår i släktet Boarmia och familjen mätare. Inga underarter finns listade i Catalogue of Life.